# Владимир Квачков
Владимир Васиљевич Квачков (рус. Влади́мир Васи́льевич Квачко́в, Краскино, СССР, 5. август 1948) је бивши пуковник Спецнаца и високорангирани официр руске војне обавештајне службе „ГРУ“ (рус. Главное разведывательное управление). Средином деведесетих, Квачков је био на челу одељења за специјалне операције ГРУ. Широј јавности је постао познат након што је ухапшен и оптужен за покушај убиства руског политичара и привредника Анатолија Чубаиса 2005. Након што је провео три године у затвору, порота га је ослободила 5. јуна 2008. Квачков није ни признао ни негирао своју улогу у покушају убиства, али је изјавио да не сматра такав покушај, ако га неко успешно изврши, кривичним делом па чак ни прекршајем. Напротив, сматра он, ликвидација Чубаиса је неизбежна и оправдана, као и национални преврат и свргавање владајућег режима.
Након неуспешног атентата, Квачков је постао нека врста „Робина Худа“ за оне Русе који су презирали преживелу жртву. Током истраге и суђења, Квачков је прешао пут од релативно непознатог пензионисаног пуковника специјалних снага до јавне личности коју су многи сматрали народним осветником и херојем, а након другог и трећег боравка у затвору и мучеником. Квачков је након ових догађаја постао политичар и аутор.

## Младост
Квачков је рођен у породици војног официра у урбаном насељу Краскино у Приморској Покрајини у Руској Совјетској Федеративној Социјалистичкој Републици. Детињство је провео у граду Усуријску, где му је отац био прекомандован.
Дипломирао је 1966. са Војне школе Суворов, а 1970. са Више војне школе у Кијеву. Војну каријеру је започео као командант Спецнацовог вода који је био стациониран у Пскову. Касније је служио у совјетским снагама у Немачкој и у Забајкалској војној области.
Квачков је 1978. уписао Војну академију Фрунзе, са које је дипломирао 1981. Био је у истој групи као и војни официр Павел Поповских, који је касније оптужен за убиство новинара Димитрија Холодова, али га је суд ослободио.

## Војна каријера у ГРУ
Од 1981. Квачков је служио у Лењинградској војној области, а 1983. премештен је у Авганистан, где је водио бригаду Спецнаца током Совјетско-авганистанског рата. Исте године је доживео шок услед јаког бомбардовања од којег се дуго опорављао.
Између 1984. и 1986. Квачков је служио у Пскову, а између 1986. и 1989. био је шеф особља бригаде у оквиру Групе совјетских снага у Немачкој. Године 1989. постао је командир 15. бригаде Спецнаца, која је била стационирана у Војној области Туркестан (а од 1992. у Узбекистану). Учествовао је у војним сукобима у Азербејџану (Рат за Нагорно-Карабах) и Таџикистану (Грађански рат у Таџикистану 1992).
Почетком деведесетих Квачков је био ангажован као војни консултант за снимање филма „Црна ајкула“ (рус. Чёрная акула) који је био посвећен пилотима хеликоптера Камов Ка-50 „Црна ајкула“ и Спецнацу. У овом филму Квачков је играо улогу пуковника Спецнаца.
Између 1994. и 1999. Квачков је радио за ГРУ. Он и Поповских су 1997. организовали научну конференцију под називом „Специјалне операције и неопходност формирања специјалних снага Руске војске“. Квачков и Поповских су заговарали претварање Спецнаца у „услужну руку“ Оружаних снага Руске Федерације, међутим њихов предлог реформе је одбијен.

## Живот након пензионисања
Квачков се 1998. повукао из активне војне службе са чином пуковника. Након тога је почео да ради као виши научни сарадник у Центру за војна и стратешка истраживања у Министарству одбране Русије. Тамо је радио на теорији и пракси модерног герилског ратовања. Исте године је добио звање „кандидат науке“ (рус. кандидат наук) што је у неким државама еквивалент звању Ph.D, а наслов његове дисертације је гласио „Развој средстава и метода за специјалне обавештајне активности у савременом ратовању“. Такође је припремио докторску дисертацију са нагласком на специјалним снагама.
Према новинама Российская газета, Квачков је 1999. током НАТО бомбардовања СРЈ предочио Слободану Милошевићу свој план „алтернативног рата“. Према истом извору, Милошевић је похвалио план, али је ипак одлучио да не шири сукоб. Газета такође наводи да је Квачков творац плана да се минира коридор који су чеченски борци предвођени Шамилом Басајевим користили за излазак из опкољеног Грозног током Другог чеченског рата.

## Покушај убиства
Дана 17. марта 2005. руски „приватизацијски цар“ Анатоли Чубаис, директор државне монополске компаније „ЕЭС России“ и економски реформатор, једва је избегао заседу на путу у близини Москве. На путу којим се кретао Чубаисев конвој постављене су бомбе, а затим је на возила пуцано из аутоматског оружја. Импровизована бомба која је даљински активирана оштетила је блиндирани аутомобил у којем се налазио Чубаис, међутим аутомобил је наставио да се креће без стајања. На други аутомобил у којем су се налазили Чубаисеви телохранитељи је пуцано из аутоматског оружја. Атентатори су наводно напустили место заседе у зеленом Saab аутомобилу.
Полицијски истражиоци су ускоро лоцирали аутомобил Saab који је виђен на месту злочина, и испоставило се да је у питању аутомобил жене Владимира Квачкова. Тужилаштво није откривало никакве детаље истраге.

## Притвор и оптужница
Недуго након напада, Квачков и још два бивша припадника Спецнаца, Александар Најденов и Роберт Јашин, ухапшени су под сумњом да су учествовали у атентату. Квачков, иначе стручњак за експлозиве, ухапшен је 19. марта и оптужен за покушај убиства државника. Иако у првој претрази његовог стана није пронађено ништа што би сугерисало његову умешаност, у другој претрази је пронађен мали експлозив у његовој викендици. Квачков је негирао своју умешаност у атентату и одбио је да сарађује са истражиоцима. Оптужница против њега је званично подигнута 25. марта 2005.
Окружни суд у Москви је Квачкову одредио притвор у трајању од 10 дана. Истражиоци нису имали директне доказе који би потврдили или сугерисали његову умешаност, али је суд издао налог за хапшење на основу индиректних доказа. Одбрану Квачкова је преузео адвокат Игор Јартик, који је раније успешно бранио оптужене за убиство Димитрија Холодова. Према полицијској верзији, план за убиство Чубаиса направили су Квачков, његов син Александар, затим Најденов и Јашин, и Иван Миронов, син бившег министра за медије и информисање Бориса Миронова. Ова верзија је углавном била заснована на исказу једног сведока, Игора Карватка.

## Прво суђење
Судски процес је почео у пролеће 2006. Оптужени је тврдио да је атентат изрежирао сам Чубаис. У новембру и децембру 2006. Карватко је променио исказ и оптужио истражиоце да су вршили притисак на њега и да су му претили. Изјавио је да га је убрзо после покушаја атентата полиција киднаповала и мучила. Такође је рекао да је пристао да сведочи против оптужених тек након што су му запретили да ће ухапсити његову жену и након што су му показали кривотворени извештај о претресу његовог стана у којем је писало да су пронађени илегална муниција и наркотици. Карватко је доставио аудио-снимке својих разговора са полицијским истражиоцима који су вршили притисак на њега, међутим судија је одбио да испита ове снимке и да их уврсти као доказ у процесу. Одмах после Карваткових изјава порота је распуштена на захтев тужиоца који је рекао да порота не може остати непристрасна након што су чули на који начин је изнуђено Карватково сведочење. Суд је прихватио као валидан само првобитни Карватков исказ. Адвокати тужилаштва су говорили да се на Карватка врши притисак од стране осумњичених и њихових пријатеља, међутим Татјана Миронова, мајка осумњиченог Ивана Миронова, јавно је оптужила истражитеље да су мучили Карватка. У децембру 2006. суђење је настављено са новом поротом. У децембру 2007. порота је поново распуштена, а суђење је настављено са трећом поротом. Медији наклоњени Кремљу су тражили „оштре казне“ како би се примирили „народни осветници“, међутим, након три године које су провели у затвору, Квачков, Најденов и Јашин су ослобођени 5. јуна 2008.
Неки од оптужених су током суђења изнели информације да је Федерална служба безбедности одговорна за бомбашке нападе на руске станове 1999, а не чеченски побуњеници како се широко верује. Иста теза је заступљена и у књизи „ФСБ взрывает Россию“ коју су написали Александар Литвињенко и Јури Фелштински.
После ослобађајуће пресуде Квачкову, Чубаис је изјавио да је сигуран да је Квачков планирао атентат, као и да зна да га је Квачков лично покушао убити у марту 2005. С друге стране, Чубаис је изјавио да је боље ослободити кривце него осудити невине. Квачков је, као одговор на овај коментар, назвао напад на Чубаиса „првим актом оружаног отпора у народноослободилачком рату“.
После ослобађајуће пресуде, Квачков је изјавио да сада „има шансу да заврши оно што је започео“, мислећи на свој докторат, али су неки медији пренели ову изјаву ван контекста. Квачков тврди да није учествовао у покушају убиства, и да је Чубаис све сам изрежирао како би скренуо пажњу са својих пословних проблема.
Случај је враћен на ново суђење након жалбе тужилаштва. Ново суђење је требало да почне 29. септембра 2008, међутим седница је одложена за 13. октобар, јер се на дан селекције пороте појавило само 6 од 500 потенцијалних поротника.
Дана 13. октобра 2008, суд је послао предмет назад тужилаштву како би оптужнице против Чубаиса и Ивана Миронова биле спојене у један предмет. Суђење у новом обједињеном предмету је почело 23. новембра 2009. Дана 21. августа 2010. порота је закључила да нема довољно доказа против оптужених, те су сви поново ослобођени.

## Оптужбе за планирање побуне помоћу самострела
Врховни суд је 22. децембра 2010. одбацио жалбу тужилаштва и потврдио пресуду пороте. Следећег дана, Федерална служба безбедности је претражила стан Владимира Квачкова, у којем су пронашли самострел, те је он поново ухапшен под оптужбом за планирање државног удара.
Оваква суђења се одржавају без пороте и тајно, тако да неки медији спекулишу да нова пресуда неће бити повољна за Квачкова. Квачков негира нове оптужбе и тврди да Чубаис стоји иза његовог хапшења. Чубаис је изјавио да су нове оптужбе озбиљне и да је Квачков луд.
Московски суд је одобрио хапшење. Андреј Першин, адвокат Владимира Квачкова, изјавио је да верује да је хапшење његовог клијента Чубаисева освета. Такође је изјавио да одбрана планира да се жали Европском суду за људска права. Оптужбе против Квачкова су повезане са активностима групе његових присталица који себе називају „Народни фронт за ослобођење Русије“, а чији су чланови у Тољатију оптужени да су тренирали гађање самострелом као део плана за свргавање власти. По новим оптужбама за помагање терористима и планирање оружане побуне, Квачков може добити и до неколико деценија затвора. Овакве оптужбе такође искључују могућност суђења пред поротом, тако да постоји већа могућност да Квачков буде проглашен кривим.

## Политички ангажман

### Избори за Думу 2005.
Квачков је, док је био у затвору, кандидован за депутата у Државној думи. На изборима који су одржани 4. децембра 2005. заузео је друго место у региону на истоку Москве са освојених скоро 29% гласова. Квачкова је кандидовала група националистичких група, а да га претходно нису ни питали да ли жели да учествује на изборима.
Квачков је изгубио од Сергеја Шаврина, бившег официра Федералне службе безбедности. У региону Преображенско, Квачков је добио 28,91% гласова, а Шаврин 36,24%. Једино по чему је Квачков био познат пре избора је наводна умешаност у покушај убиства Чубаиса.

### Избори за Думу 2006.
Квачков је намеравао да поново учествује на изборима за Думу 12. марта 2006, овога пута као кандидат у московском региону Медведково. Међутим, регионална изборна комисија је одбила да региструје Квачкова као кандидата. Протестујући против ове одлуке, Најденов и Јашин су штрајковали глађу у затвору. Кандидат Комунистичке партије у истом региону Јелена Лукјанова је након тога повукла своју кандидатуру, изјавивши да верује да избори не би били поштени и да „не може учествовати на изборима где један кандидат не ужива иста права као и она“, мислећи на Квачкова.

## Награде и признања

### СССР
- Орден Црвене звезде
- Медаља „Ветерани оружаних снага Совјетског Савеза“
- Јубиларна медаља „50 година Оружаних снага Совјетског Савеза“
- Јубиларна медаља „60 година Оружаних снага Совјетског Савеза“
- Јубиларна медаља „70 година Оружаних снага Совјетског Савеза“
- Медаља „За беспрекорну службу“ 1, 2. и 3. реда

### Русија
- Два Ордена за храброст
- Јубиларна медаља „300 година Руске морнарице“

## Занимљивости
У притворској јединици „Матроска тишина“ Квачков је делио ћелију са бившим олигархом Михаилом Ходоровским. Квачков је касније изјавио да је Ходоровски изузетак међу олигарсима и да није стекао утисак да је Ходоровски радио против државе.
Ходоровски је такође планирао да учествује на истим изборима за Думу као и Квачков. Иако је Ходоровски био осуђен, што значи да није могао да гласа и да буде биран у Думу, закон је прописивао да осуђеник још има сва изборна права уколико у његовом случају траје жалбени поступак. Међутим, жалба Ходоровског је обрађена врло брзо, за свега неколико седмица, тако да је његов план за учешће на изборима осујећен до истека затворске казне.